# Lilium michiganense
Lilium michiganense är en liljeväxtart som beskrevs av Oliver Atkins Farwell. Lilium michiganense ingår i släktet liljor, och familjen liljeväxter. Inga underarter finns listade.

## Bildgalleri

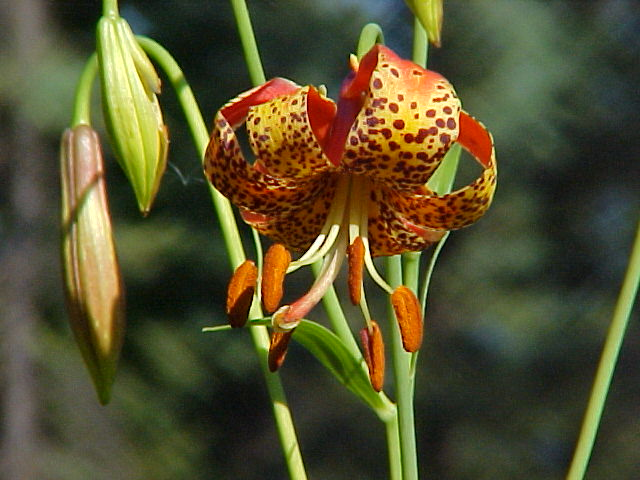
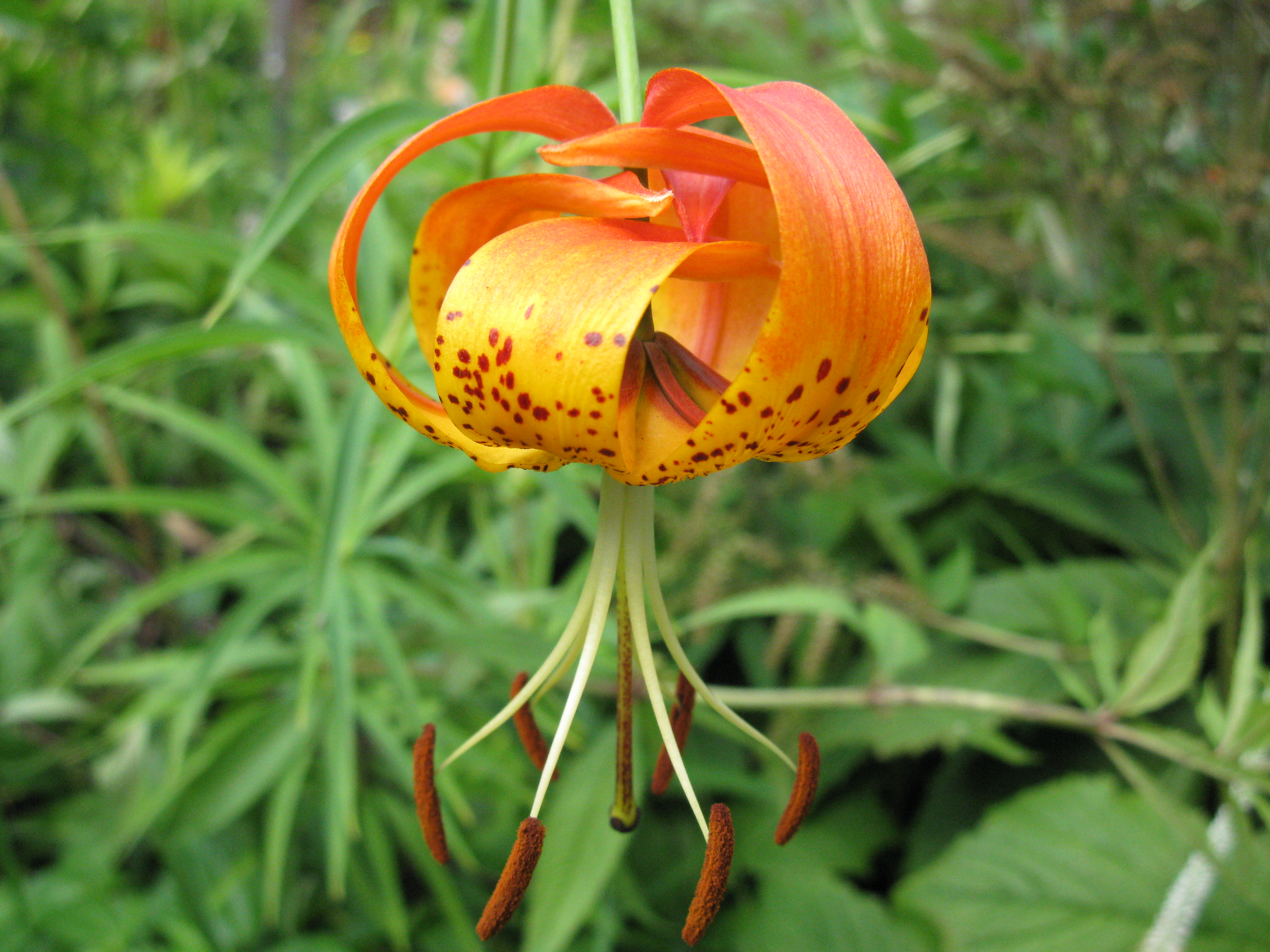
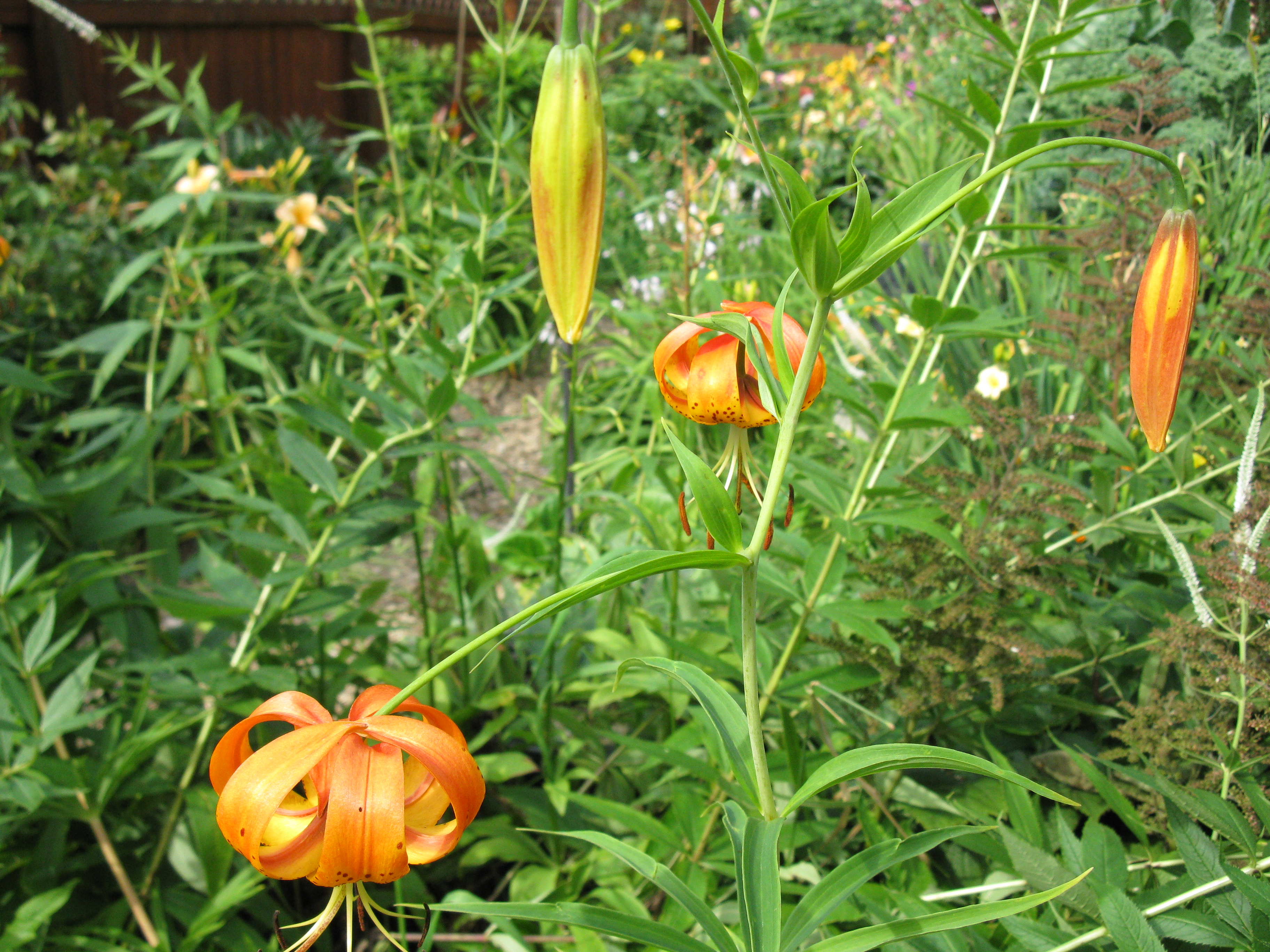
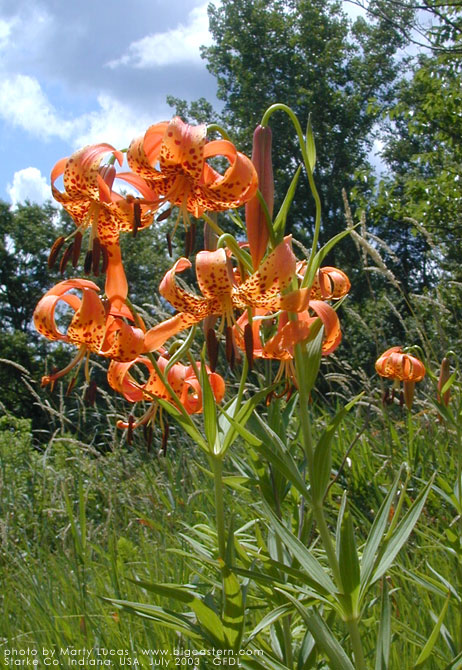
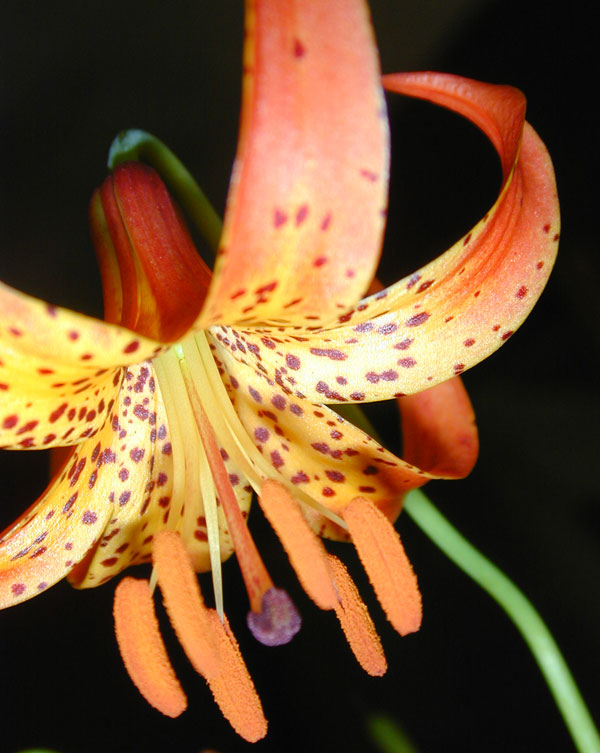
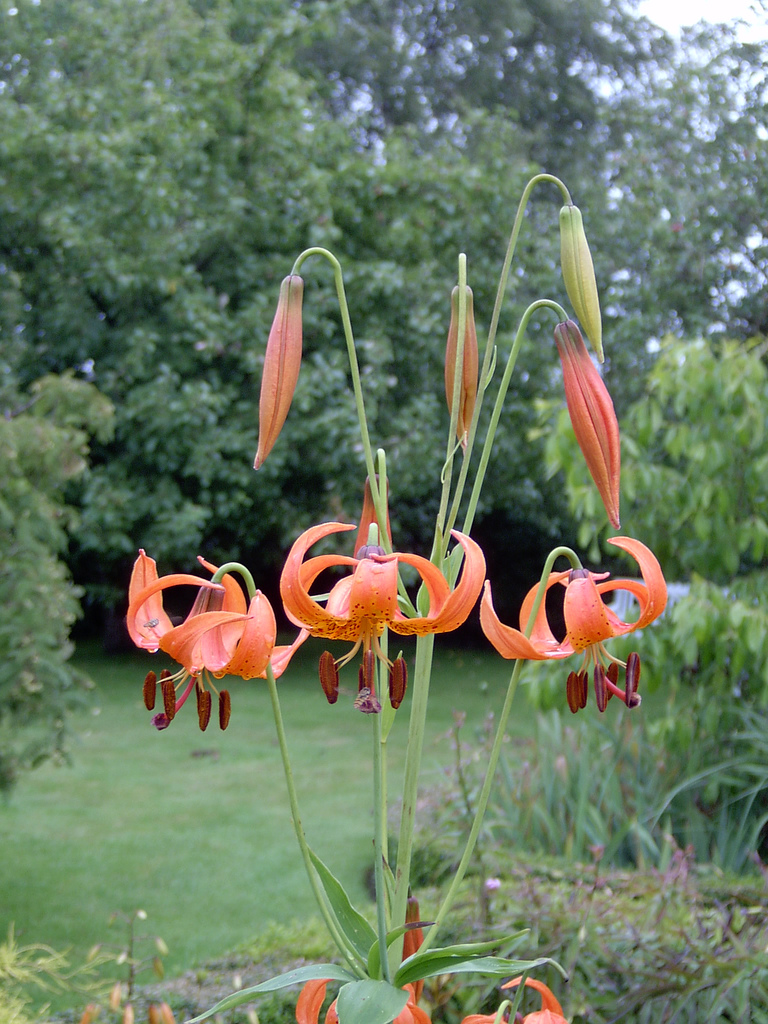